# Tarachodes gibber
Tarachodes gibber är en bönsyrseart som beskrevs av Max Beier 1954. Tarachodes gibber ingår i släktet Tarachodes och familjen Tarachodidae. Inga underarter finns listade i Catalogue of Life.